# Basketball Club Žalgiris 2021-2022
Questa voce raccoglie le informazioni riguardanti il Basketball Club Žalgiris nelle competizioni ufficiali della stagione 2021-2022.

## Stagione
La stagione 2021-2022 del Basketball Club Žalgiris è la 29ª nel massimo campionato lituano di pallacanestro, la Lietuvos krepšinio lyga.

## Roster
Aggiornato al 23 luglio 2021.
| Žalgiris Kaunas 2021-22 | Žalgiris Kaunas 2021-22 |
| Giocatori               | Staff tecnico           |
| ----------------------- | ----------------------- |

| N. | Naz.                    | Ruolo | Nome                 | Anno | Alt.   | Peso   |  |
| -- | ----------------------- | ----- | -------------------- | ---- | ------ | ------ |  |
| 0  | Australia (bandiera)    | PG    | Tai Webster          | 1995 | 193 cm | 89 kg  |  |
| 1  | Lituania (bandiera)     | C     | Marek Blaževič       | 2001 | 208 cm | 114 kg |  |
| 4  | Lituania (bandiera)     | P     | Lukas Lekavičius     | 1994 | 180 cm | 76 kg  |  |
| 7  | Stati Uniti (bandiera)  | C     | Josh Nebo            | 1997 | 206 cm | 111 kg |  |
| 8  | RD del Congo (bandiera) | P     | Emmanuel Mudiay      | 1996 | 191 cm | 91 kg  |  |
| 9  | Lituania (bandiera)     | P     | Mantas Kalnietis     | 1986 | 195 cm | 92 kg  |  |
| 10 | Lituania (bandiera)     | AG    | Regimantas Miniotas  | 1996 | 208 cm | 100 kg |  |
| 13 | Lituania (bandiera)     | AG    | Paulius Jankūnas (C) | 1984 | 205 cm | 107 kg |  |
| 14 | Lituania (bandiera)     | C     | Motiejus Krivas      | 2004 | 215 cm |        |  |
| 16 | Lituania (bandiera)     | G     | Karolis Lukošiūnas   | 1997 | 195 cm | 87 kg  |  |
| 17 | Lituania (bandiera)     | G     | Mantas Rubštavičius  | 2002 | 195 cm | 76 kg  |  |
| 21 | Lituania (bandiera)     | G     | Artūras Milaknis     | 1986 | 195 cm | 90 kg  |  |
| 26 | Lituania (bandiera)     | P     | Titas Sargiūnas      | 2003 | 190 cm | 82 kg  |  |
| 30 | Slovenia (bandiera)     | GA    | Zoran Dragić         | 1989 | 196 cm | 91 kg  |  |
| 32 | Lettonia (bandiera)     | PG    | Jānis Strēlnieks     | 1989 | 191 cm | 89 kg  |  |
| 34 | Stati Uniti (bandiera)  | AG    | Tyler Cavanaugh      | 1994 | 206 cm | 107 kg |  |
| 55 | Germania (bandiera)     | AP    | Niels Giffey         | 1991 | 200 cm | 93 kg  |  |
| 77 | Francia (bandiera)      | C     | Joffrey Lauvergne    | 1991 | 211 cm | 115 kg |  |
| 92 | Lituania (bandiera)     | AP    | Edgaras Ulanovas     | 1992 | 199 cm | 99 kg  |  |

| Allenatore |
| - Martin Schiller (fino all’8 ottobre) - Arne Woltmann (dall’8 ottobre fino all’11 ottobre) - Jure Zdovc (dall’11 ottobre fino all’11 aprile) - Kazys Maksvytis (dall’11 aprile)                                                             |
| Assistente/i |
| - Stefan Grassegger (fino al 1 dicembre) - Tautvydas Sabonis - Arne Woltmann (fino al 1 dicembre) - Evaldas Beržininkaitis (dal 1 dicembre) - Gintaras Krapikas (dall’11 aprile) Legenda - (C) Capitano - (IN) Inattivo - Infortunato Roster |

## Mercato

### Sessione estiva
| Acquisti | Acquisti         | Acquisti          | Acquisti      | Acquisti |
| R.a      | Nome             | da                | Modalità      |          |
| -------- | ---------------- | ----------------- | ------------- | -------- |
| C        | Josh Nebo        | Hapoel Eilat      | svincolato    |          |
| AP       | Niels Giffey     | Alba Berlino      | svincolato    |          |
| P        | Mantas Kalnietis | Lokomotiv Kuban'  | svincolato    |          |
| AG       | Tyler Cavanaugh  | Canarias Tenerife | svincolato    |          |
| AP       | Edgaras Ulanovas | Fenerbahçe        | svincolato    |          |
| G        | Tomas Dimša      | Gran Canaria      | fine prestito |          |
| AG       | Erikas Venskus   | Lietkabelis       | fine prestito |          |
| PG       | Jānis Strēlnieks | CSKA Mosca        | svincolato    |          |
| P        | Emmanuel Mudiay  | Free agent        | svincolato    |          |

| Cessioni | Cessioni          | Cessioni         | Cessioni              | Cessioni |
| R.       | Nome              | a                | Modalità              |          |
| -------- | ----------------- | ---------------- | --------------------- | -------- |
| P        | Rokas Jokubaitis  | Barcellona       | definitivo (230000 €) |          |
| AP       | Marius Grigonis   | CSKA Mosca       | fine contratto        |          |
| G        | Thomas Walkup     | Olympiakos       | fine contratto        |          |
| G        | Tomas Dimša       | Universo Treviso | prestito              |          |
| C        | Martinas Geben    | Bamberger        | fine contratto        |          |
| G        | Steve Vasturia    | Beşiktaş         | rescissione           |          |
| AP       | Patricio Garino   | Nanterre 92      | fine contratto        |          |
| AG       | Nigel Hayes       | Barcellona       | fine contratto        |          |
| AC       | Augustine Rubit   | Bayern Monaco    | fine contratto        |          |
| AG       | Erikas Venskus    | Prienai          | fine contratto        |          |
| AG       | Paulius Murauskas | Nevėžis          | prestito              |          |

### Dopo l'inizio della stagione
| Acquisti | Acquisti            | Acquisti      | Acquisti         | Acquisti   |
| R.       | Nome                | da            | Data             | Modalità   |
| -------- | ------------------- | ------------- | ---------------- | ---------- |
| GA       | Zoran Dragić        | Free agent    | 30 ottobre 2021  | svincolato |
| PG       | Tai Webster         | N.Z. Breakers | 2 novembre 2021  | svincolato |
| AG       | Regimantas Miniotas | Bilbao Berri  | 18 novembre 2021 | svincolato |

| Cessioni | Cessioni        | Cessioni          | Cessioni         | Cessioni    |
| R.       | Nome            | a                 | Data             | Modalità    |
| -------- | --------------- | ----------------- | ---------------- | ----------- |
| P        | Emmanuel Mudiay | Free agent        | 2 novembre 2021  | rescissione |
| GA       | Zoran Dragić    | Cedevita Olimpija | 31 dicembre 2021 | rescissione |